# Welcome to Miami (South Beach)
Welcome to Miami (South Beach) è un singolo del cantautore italiano Max Pezzali, pubblicato il 21 giugno 2019 come primo estratto dall'album Qualcosa di nuovo.

## Descrizione
Il brano nasce come una sorta di gioco sul "tema tropicale" che invade le radio e le piattaforme di streaming in prossimità dell'estate. 
Il testo fa una fotografia dell’avventura di un italiano in partenza per Miami, dal viaggio, dal rituale del turista, dalla vita in città, le supercar, Ocean Drive, i centri commerciali, ma anche la bellezza di Miami e del sud della Florida: le Keys, le Everglades, gli angoli suggestivi di Little Havana, l’arte di Wynwood, la diversità di culture che rende la città unica al mondo.

## Video musicale
Il videoclip, firmato dalla regia di Daniele Martinis, è una parodia della vacanza di un italiano in partenza per Miami, illustrata attraverso riferimenti anni novanta con alligatori gonfiabili, ombrelloni stipati nell'abitacolo della macchina e navigatore impostato con destinazione "South Beach".

## Curiosità
Come rivelato da Max Pezzali sul suo profilo Instagram, l'idea del brano è nata dopo aver rivisto il film di Carlo Verdone intitolato Gallo cedrone, uscito nelle sale cinematografiche nel 1998.

## Tracce
1. Welcome to Miami (South Beach) – 3:19